# Miro Gavran

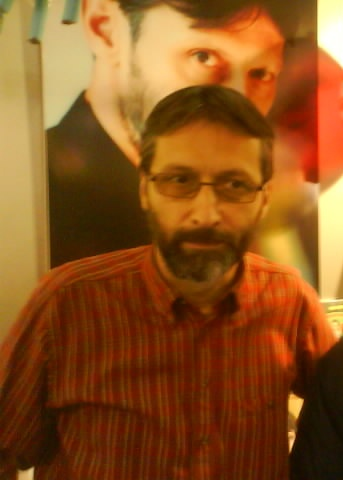
Miro Gavran

Miro Gavran (* 1961 oder 3. Mai 1962 in Gornja Trnava) ist ein kroatischer Schriftsteller und Dramaturg. Seit 2021 ist er Vorsitzender der Matica hrvatska, des wichtigsten kroatischen Kulturverbands. 

## Leben
Gavran ist einer der profiliertesten kroatischen Autoren seiner Generation. Nach seinem Studium an der Akademie für Theater, Film und Fernsehen in Zagreb arbeitete er von 1986 bis 1992 zuerst als Dramaturg, später als künstlerischer Direktor am berühmten Teatar &TD. Seit zehn Jahren schreibt Miro Gavran hauptberuflich und avancierte zum meist übersetzten kroatischen Dramatiker der Gegenwart. Er debütierte 1983 mit Kreontova Antigona. Seither hat er mehr als 30 Theaterstücke vorgelegt, die an nationalen wie internationalen Bühnen gespielt wurden. Einen seiner größten Erfolge feierte er 1999 mit der Uraufführung seines Schauspiels Kraljevi i konjušari am Eugene O’Neill Theater Center in Waterford (Connecticut), USA. Mit mehreren Romanen und Kinder- und Jugendbüchern fand Miro Gavran auch als Erzähler große Resonanz sowohl bei der Kritik als auch bei den Lesern. Sein Roman Judita (2001) wurde für den International IMPAC Dublin Literary Award 2003 nominiert. Miro Gavrans Werk wurde in 30 Sprachen übersetzt und u. a. mit dem Central European Time International Literary Award als Best Central European Writer of the Year (1999) ausgezeichnet. 2003 erhielt er für seinen außergewöhnlichen Beitrag zur Förderung kultureller, europäischer Werte den European Circle Award des European Movement in Zagreb. Mit seiner Ehefrau, der Schauspielerin Mladena Gavran, gründete der Autor im Herbst 2002 das GAVRAN Theater in Zagreb, wo er auch lebt.

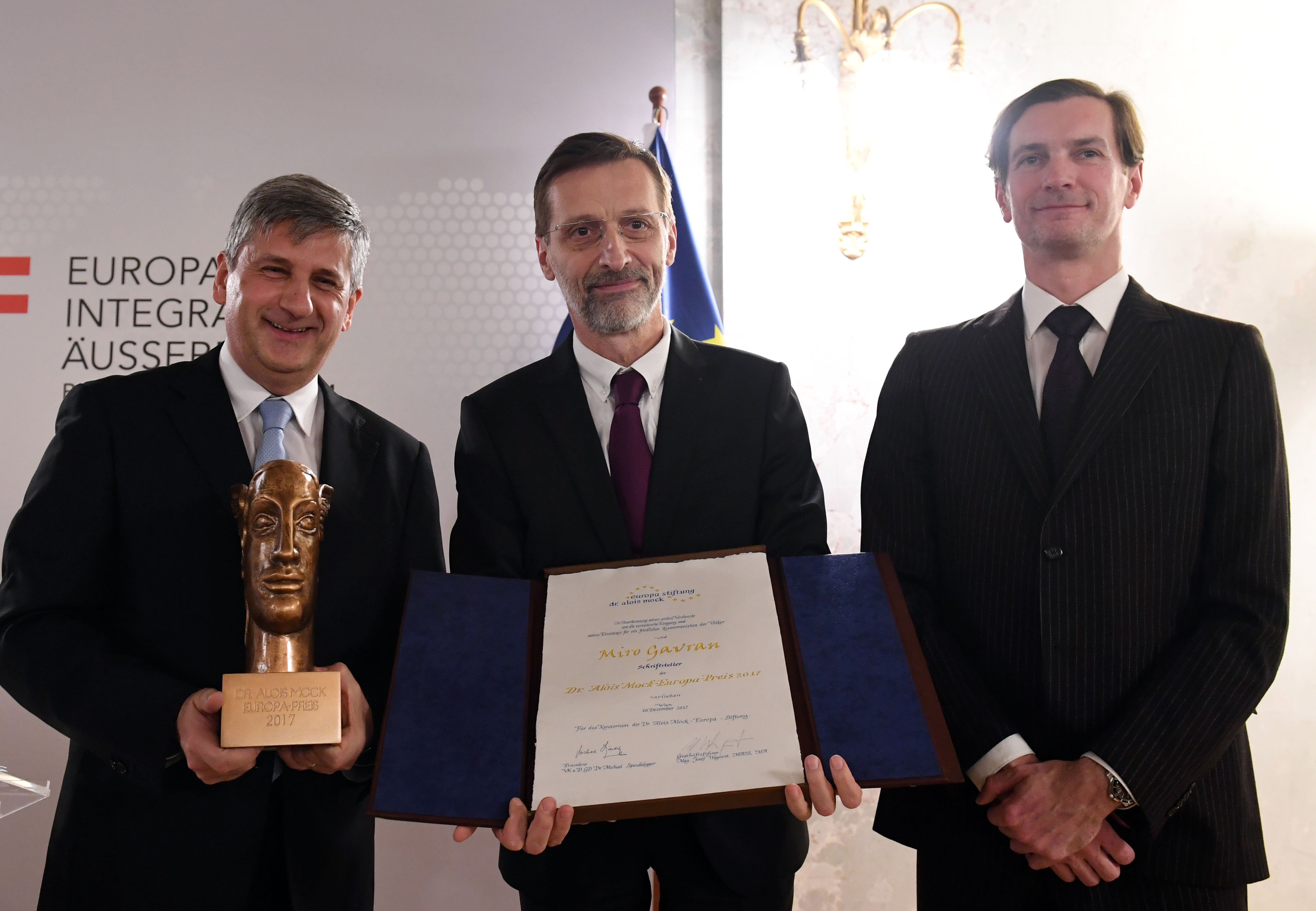
Verleihung des Dr. Alois Mock-Europa-Preises an Miro Gavran durch Michael Spindelegger (2017)

2016 erhielt er für sein Schaffen den Fürst-Branimir-Orden mit Halsband. 2017 wurde er mit dem Alois-Mock-Europapreis ausgezeichnet.

## Werke

### Dramen
- „Kreontova Antigona“
- „Noć bogova“
- „Ljubavi Georgea Washingtona“
- „Čehov je Tolstoju rekao zbogom“
- „Najduži dan Marije Terezije“
- „Kraljevi i konjušari“ dt. Übersetzung „Könige und Knechte“
- „Shakespeare i Elizabeta“
- „Pacijent doktora Freuda“
- „Muž moje žene“
- „Kad umire glumac“
- „Zaboravi Hollywood“
- „Sve o ženama“
- „Sve o muškarcima“
- „Vozači za sva vremena“
- „Hotel Babilon“
- „Kako ubiti predsjednika“
- „Zabranjeno smijanje“, dt. Übersetzung „Lachen verboten“ (2013)
- „Nora danas“
- "Papucari", dt. Übersetzung „Pantoffelhelden“ (2012)
- "Lutka", dt. Übersetzung „Die Puppe“ (2014)
- "Sladoled", dt. Übersetzung „Eiscreme“ (2015)
- "Pivo", dt. Übersetzung „Bier – Wenn der Vater mit dem Sohne“ (2015)

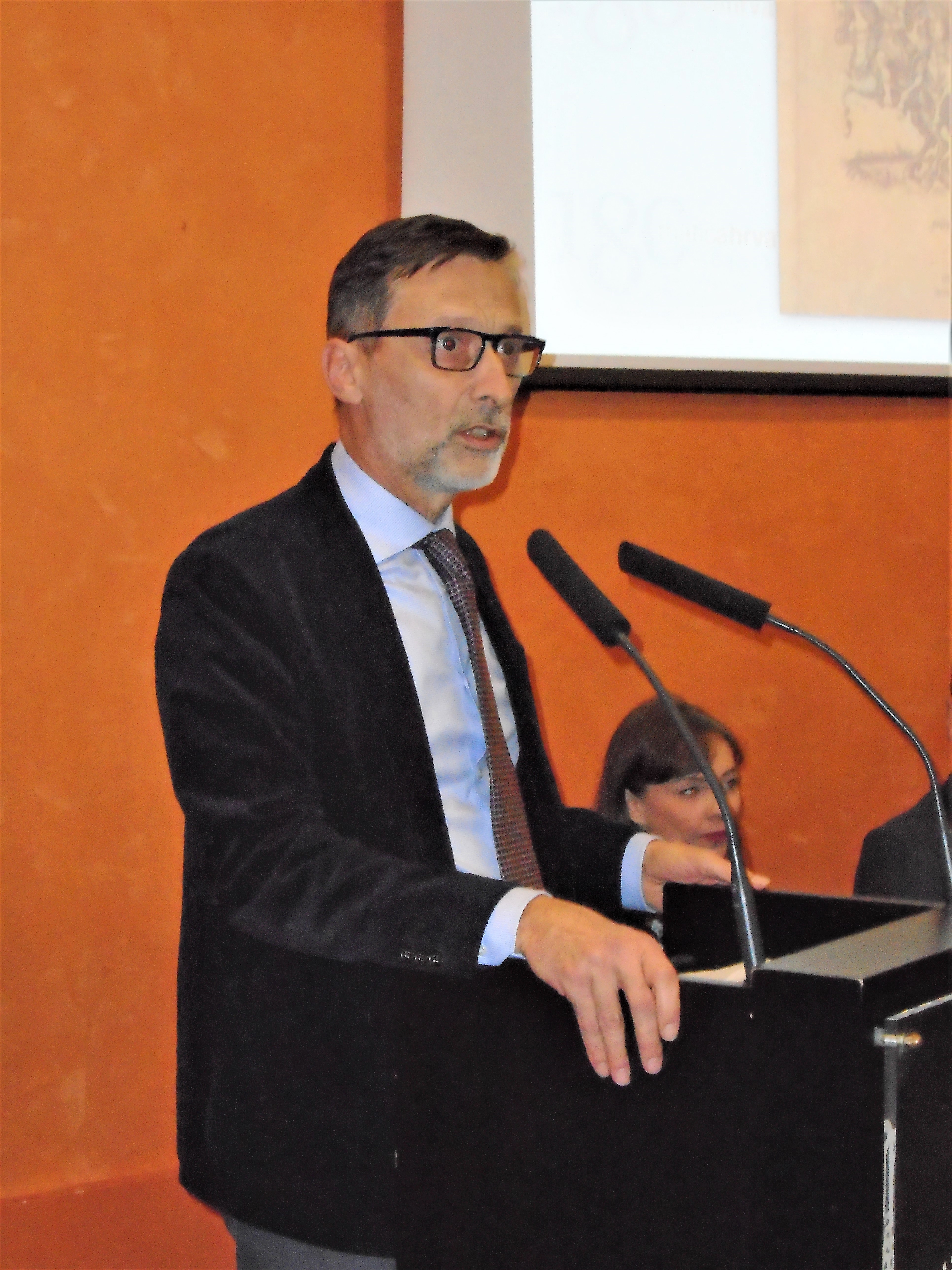
Miro Gavran als aktueller Präsident der Matica hrvatska (2022)

### Romane
- „Zaboravljeni sin“
- „Klara“
- „Margita“
- „Judita“
- „Krstitelj“
- „Poncije Pilat“

### Jugendbücher
- „Svašta u mojoj glavi“
- „Kako je tata osvojio mamu“
- „Zaljubljen do ušiju“
- „Oproštajno pismo“
- „Sretni dani“
- „Igrokazi s glavom i repom“
- „Pokušaj zaboraviti“
- "Svašta u mojoj glavi"
- „Profesorica iz snova“
- "Kako smo lomili noge"
- "Ljeto za pamċenje", 2015